# Třezalka tečkovaná
Třezalka tečkovaná (Hypericum perforatum) je známým představitelem rodu třezalka. Je to vytrvalá bylina se vstřícnými jednoduchými listy a zlatožlutými, pravidelnými květy v bohatých květenstvích. Je rozšířena v Evropě, Asii a severní Africe. V České republice roste zejména na výslunných stanovištích nižších a středních poloh. Je nebezpečná pro koně.
Třezalka tečkovaná je významná léčivá rostlina. V současné medicíně je využívána zejména při léčení deprese a úzkosti a také pro její antivirotické účinky. Hlavními účinnými látkami jsou hypericin a hyperforin.

## Lidové názvy
Bylina sv. Jana, čarovník, krevníček, prostřelenec, svatojánská bylina.

## Popis
Třezalka tečkovaná je statná, vytrvalá, lysá bylina, dorůstající obvykle výšky 20 až 60 cm. Lodyha je přímá nebo vystoupavá, většinou nevětvená, se 2 vystouplými podélnými lištami, jednoletá, v průběhu sezóny poněkud dřevnatějící. U báze stonku bývají lišty někdy nezřetelné. Listy jsou podlouhlé, vejčité nebo kopinaté, přisedlé nebo krátce řapíkaté, 15 až 35 mm dlouhé a 5 až 15 mm široké. Čepel listů je celokrajná, na okraji slabě až silně podvinutá, na ploše tečkovaná siličnými nádržkami a tmavými žlázkami. Proti světlu prosvítají jen hlavní žilky, zatímco drobnější žilky jsou nezřetelné.
Květenství jsou bohatá, poměrně volně uspořádaná. Květy mají průměr 15 až 30 mm. Koruna je zlatožlutá, složená z 5 výrazně nesouměrných, na jedné straně zubatých korunních lístků o délce 8 až 18 mm. Tyčinek je asi 50. Na vrcholu semeníku jsou 3 volné čnělky, asi 2x delší než semeník. Plodem je vejcovitá, přehrádkosečná tobolka obsahující mnoho hnědých až černých, drobných, jen asi 1 mm dlouhých semen.

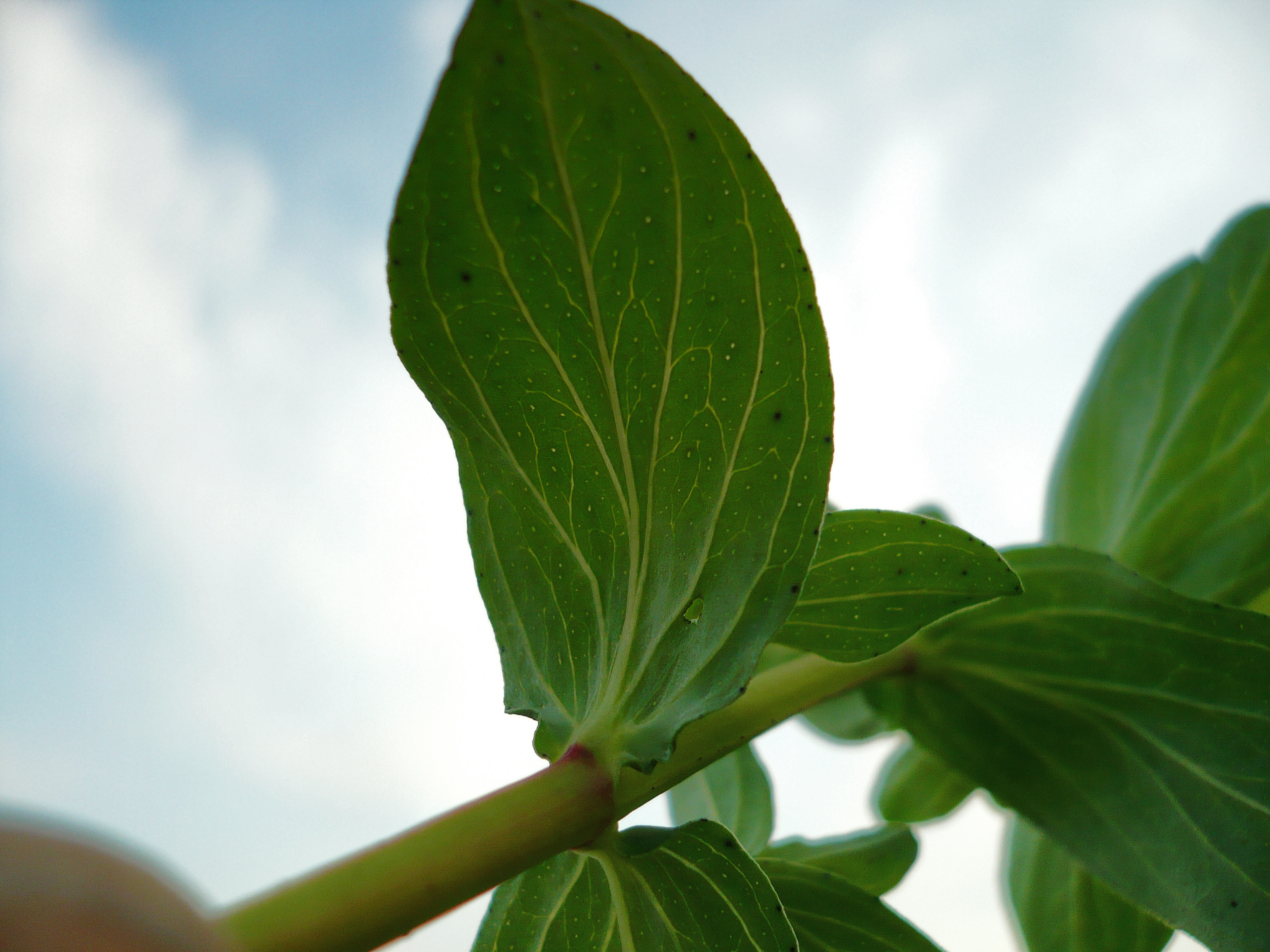
List a lodyha
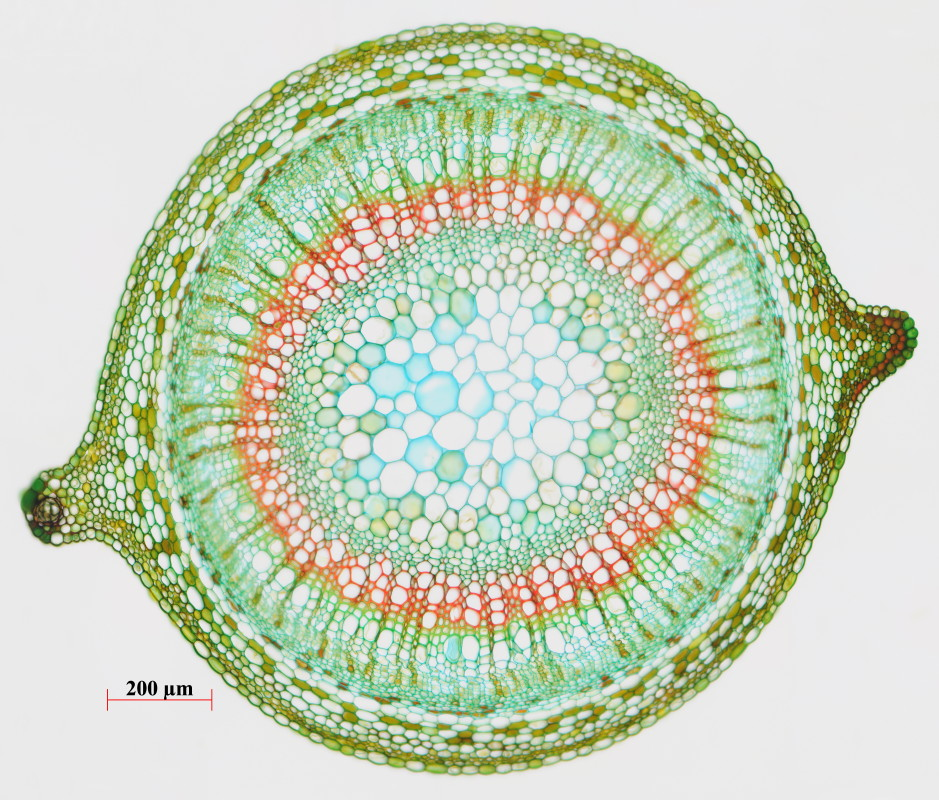
Řez stonkem
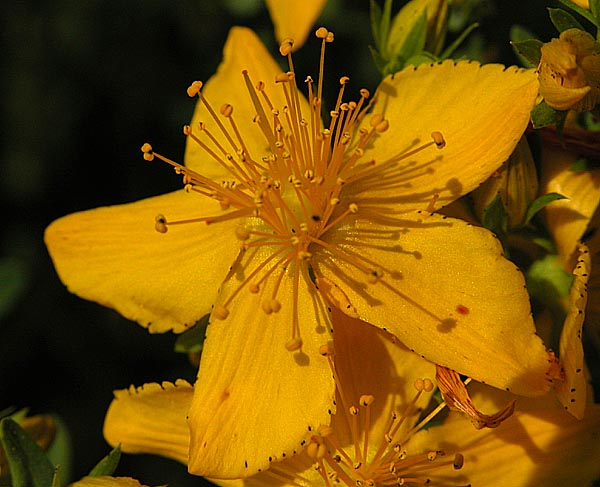
Detail květu
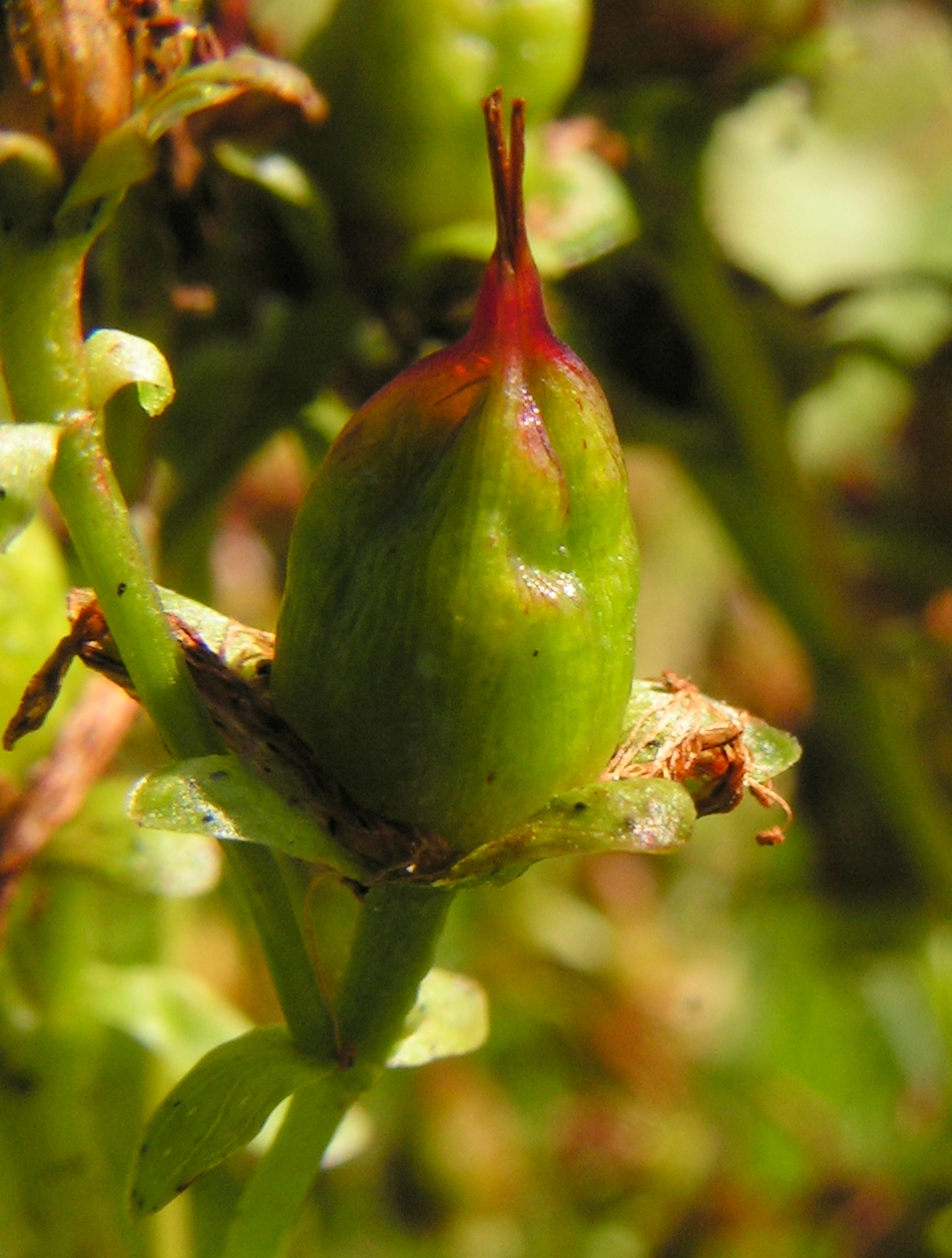
Nedozrálý plod

### Rozlišovací znaky
Třezalka tečkovaná bývá zaměňována zejména s třezalkou skvrnitou, která je rovněž hojným druhem. K jejich bezpečnému rozlišení stačí prohlédnout list proti světlu. U třezalky tečkované jsou v žilnatině dobře patrné pouze hlavní žilky, zatímco postranních je málo, jsou nepříliš zřetelné a nespojují se. U třezalky skvrnité je jasně patrná i postranní žilnatina, která je podstatně hustší a síťovitě pospojovaná. Dalším spolehlivým rozlišovacím znakem je počet lišt na lodyze. Třezalka tečkovaná má 2 nepříliš výrazné podélné lišty, zatímco u třezalky skvrnité jsou 4 lišty. Tento znak je lépe patrný v horní části lodyhy. Další, méně běžný druh třezalka čtyřkřídlá má rovněž 4 lišty, které jsou u tohoto druhu výrazné a silně vystouplé. Žilnatina listů je řídce síťovitá. Všechny ostatní, vesměs vzácnější, vzpřímeně rostoucí druhy třezalek vyskytující se v ČR mají žláznatě zubatý okraj kališních lístků, kdežto výše zmíněné 3 druhy mají kališní lístky celokrajné. Třezalka chlupatá se navíc liší ochlupenou lodyhou i listy.
Třezalku tečkovanou lze odlišit od řady jiných druhů též mikroskopicky podle listového okraje, a to i v sušeném nebo drceném stavu.

### Žlázky

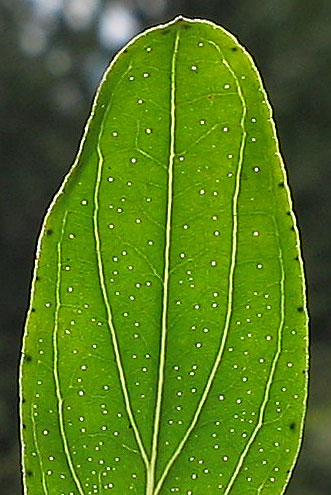
Světlé a tmavé žlázky v listu třezalky tečkované

Rostlina nese 2 typy žlázek s rozdílnou funkcí, obsahem i stavbou. Nejhojněji jsou zastoupeny bezbarvé, průsvitné siličné žlázky, které daly třezalce tečkované její druhové latinské jméno (perforatus = propíchaný, dírkovaný). Proti světlu vypadají jako drobné vpichy, rovnoměrně rozptýlené po celé ploše listu. Jsou přítomny i ve květech a plodech. Žlázky jsou tvořeny schizogenní nádržkou, vzniklou v mezibuněčném prostoru rozestoupením buněk. Žlázka vyplňuje celou tloušťku listové čepele a na povrchu listu je překryta pouze jednobuněčnou vrstvou pokožky. Od listového parenchymu je oddělena vrstvou plochých buněk. Obsah je olejovitý, tvořený zejména esenciálními oleji (silicemi). Ve žlázkách nacházejících se v květech a nezralých plodech je obsažena také medicínsky významná látka hyperforin.
Tmavé žlázky naproti tomu vypadají jako drobné černé tečky a mají zcela odlišnou stavbu. Jsou tvořeny shlukem (uzlinou) větších buněk obklopených ze všech stran dvojitou vrstvou plochých buněk. Obsah je černý a má zrnitou strukturu. Tmavé zbarvení jim dává obsažené červené barvivo hypericin a pseudohypericin. Na listech jsou soustředěny zejména podél listového okraje, několik jich však bývá rozptýleno i na ploše čepele. V květech se nacházejí zejména podél okraje korunních plátků a na vrcholu tyčinek.
Vrstvy plochých buněk obklopující žlázky obou typů jsou napojeny na cévní systém. Na korunních lístcích bývají mimo kulovitých žlázek přítomny i světlé a tmavé trubicovité struktury s obdobným obsahem. 

## Rozšíření
Druh je rozšířen téměř v celé Evropě s výjimkou arktických oblastí. V Asii jeho areál dosahuje po střední Sibiř, Mongolsko, Čínu a severozápadní Indii.
Vyskytuje se též v severozápadní Africe (pohoří Atlas), Madeiře a Kanárských ostrovech. Byla zavlečena do mírných a subtropických oblastí téměř celého světa.
V České republice je třezalka tečkovaná hojně rozšířena zejména v nižších a středních polohách. Ve vyšších horských polohách se vyskytuje vzácněji. Nejčastěji roste na výslunných stanovištích na stráních, mezích a pastvinách, na okrajích lesů, pasekách a podobně, na stanoviště však není moc vybíravá.

## Invazivita
Třezalka tečkovaná byla lidskou činností postupně zavlečena do oblastí mírného pásu téměř celého světa. Hojně se rozšířila zejména v Severní a Jižní Americe, Austrálii a Jižní Africe. V mnohých oblastech se intenzivně šíří a celkem ve 20 zemích světa je vedena jako invazní rostlina. V USA a Kanadě je řazena mezi přední plevelné rostliny.
Do Austrálie byla třezalka tečkovaná přivezena patrně v polovině 19. století, kdy byla pěstována v botanických zahradách v Melbourne a Adelaide. Zplaněle rostoucí byla poprvé nalezena v roce 1880 ve státě Victoria, o 10 let později i v Novém Jižním Walesu. Následně se masově rozšířila zejména v jihovýchodní části kontinentu, kde je celková výměra jejích porostů odhadována na 400000 hektarů. Roste zejména na různých typech pastvin, řídké lesní vegetaci i savanách, podél cest a na narušených místech. V rozpětí 70 let bylo v Austrálii v rámci boje s touto rostlinou postupně vysazeno 12 druhů hmyzu, z nichž polovina se uchytila. V první polovině 20. století sem byly dovezeny z Evropy 2 druhy mandelinek, které třezalku spásají: Chrysolina quadrigemina a Ch. hyperici. Výsledky ovšem nebyly dostatečné a později byl úspěšně introdukován roztoč Aculus hyperici, který patří k hlavním patogenům třezalky ve Středomoří. Ve 40. letech 20. století byly oba druhy mandelinek dovezeny též do USA.
Ve Spojených státech pochází první záznam o výskytu třezalky tečkované z Pensylvánie z roku 1793. Později se masově rozšířila zejména v západních oblastech kontinentu. Jenom v Kalifornii okupovala ve 40. letech 20. století území o rozloze 1 milión hektarů. Nejvíce jsou postiženy pastviny, které byly v minulosti nadměrně vypásány a dominují na nich nepůvodní, jednoleté druhy trav, jako je např. sveřep střešní (Bromus tectorum). Na pastvinách třezalka snižuje kvalitu píce a způsobuje dobytku zdravotní potíže vlivem fotosenzibility.
V některých oblastech USA se podařilo třezalkové porosty silně zredukovat. Např. v Idaho dnes zabírají jen asi 3 % rozlohy z roku 1948. V některých oblastech však pastviny po úspěšné biologické redukci třezalky zarostly nějakým jiným nežádoucím druhem, jako je toxický starček přímětník (Senecio jacobaea) nebo chrpa Centaurea maculosa. V Kalifornii pokleslo zamoření třezalkou po 10 letech od aplikace biologické kontroly na 1 % původního stavu. Počáteční úspěch byl tak velký, že mandelince Ch. quadrigemina byla ve městě Eureka postavena téměř 2 metry velká bronzová socha.

## Ekologické interakce

### Spásači
Na třezalce tečkované se živí řada druhů hmyzu. V České republice jsou to např. některé mandelinky rodu Chrysolina a housenice pilatky Tenthredo amoena.
Hmyz živící se třezalkou se musí vypořádat se škodlivým působením hypericinu, koncentrovaného v tmavých žlázkách. Nespecializovaní spásači se zpravidla vyhýbají částem rostliny s větší koncentrací tmavých žlázek, jako je listový okraj. Příkladem mohou být různé kobylky, např. kobylka zelená. Někteří specializovaní spásači třezalky se chrání před slunečním světlem, které iniciuje toxicitu hypericinu. Mezi takové spásače náleží např. můra osenice půvabná (Actinotia polyodon, syn. Cloantha perspicillaris), mandelinky bázlivec vratičový (Galeruca tanaceti) a Chrysolina geminata. Některé druhy hmyzu jsou schopny hypericin odbourávat pomocí enzymů s antioxidačním účinkem (zejména glutathion-S-transferáza). Patří mezi ně zavíječ kukuřičný (Ostrinia nubilalis), píďalka úhorová (Anaitis plagiata) a lišaj Manduca sexta.
Ve Středomoří třezalku spásá hlavně krascovitý brouk polník třezalkový (Agrilus hyperici) a roztoč Aculus hyperici.

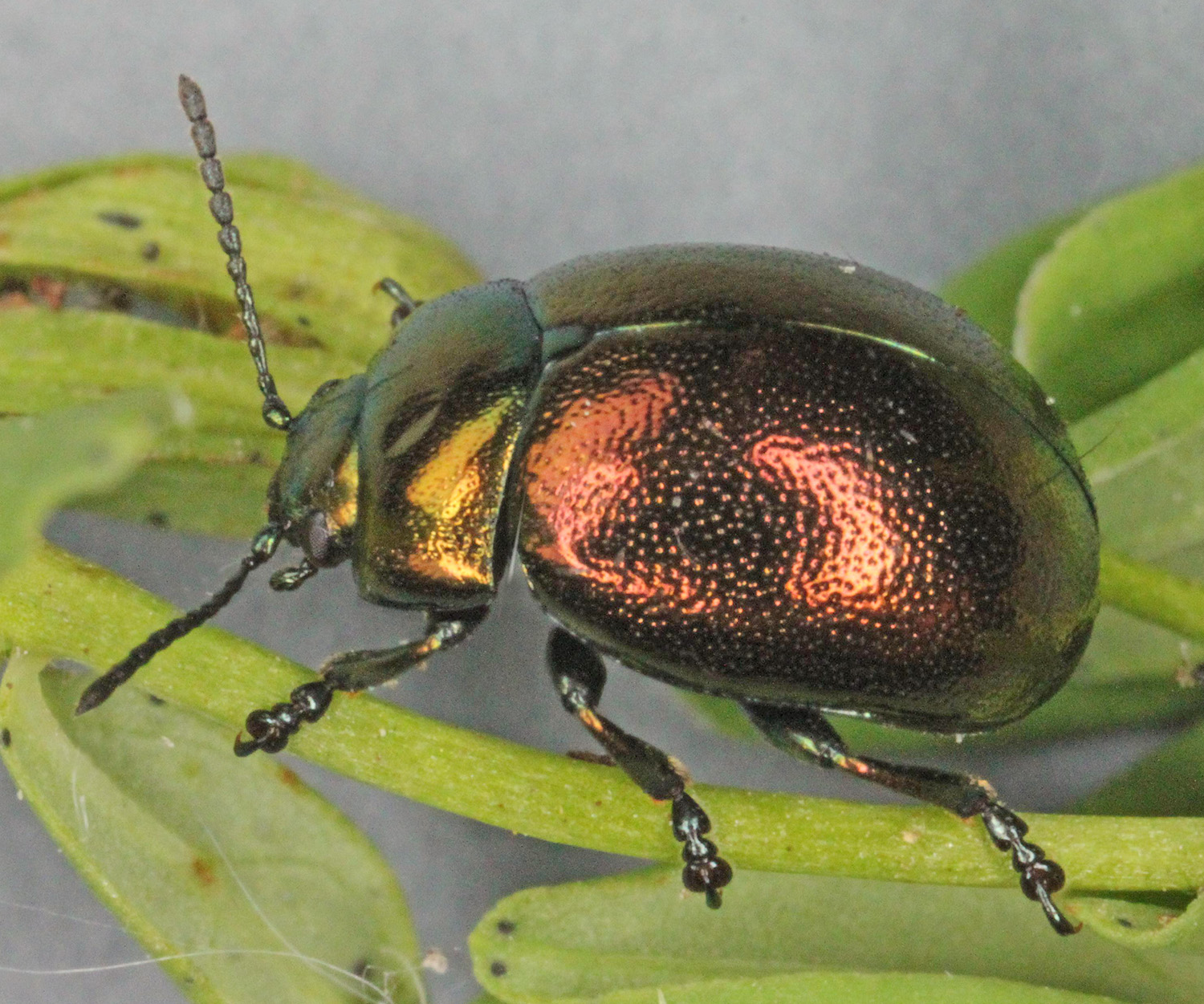
Mandelinka proměnlivá (Chrysolina varians)
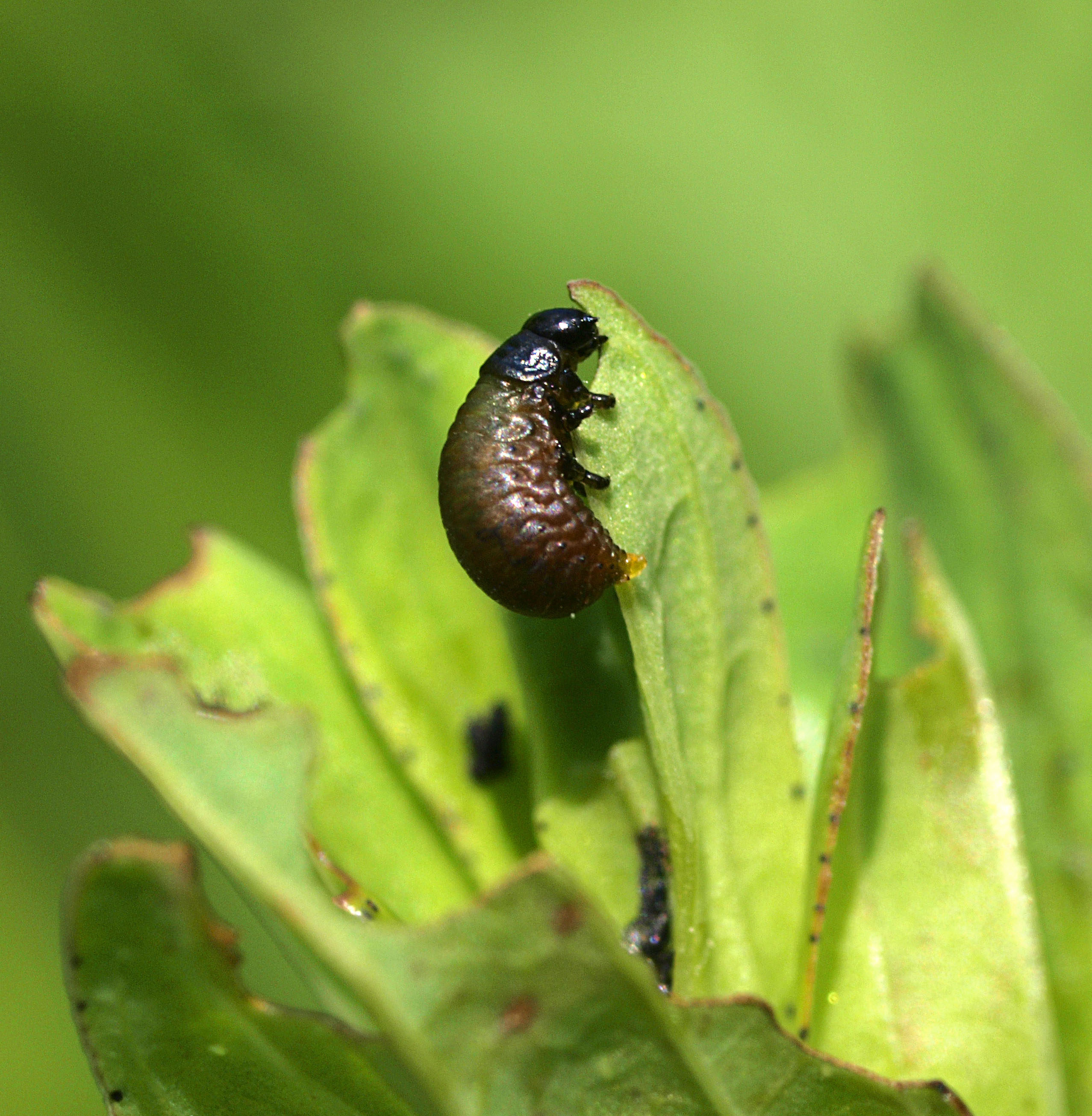
Larva Chrysolina varians na třezalce
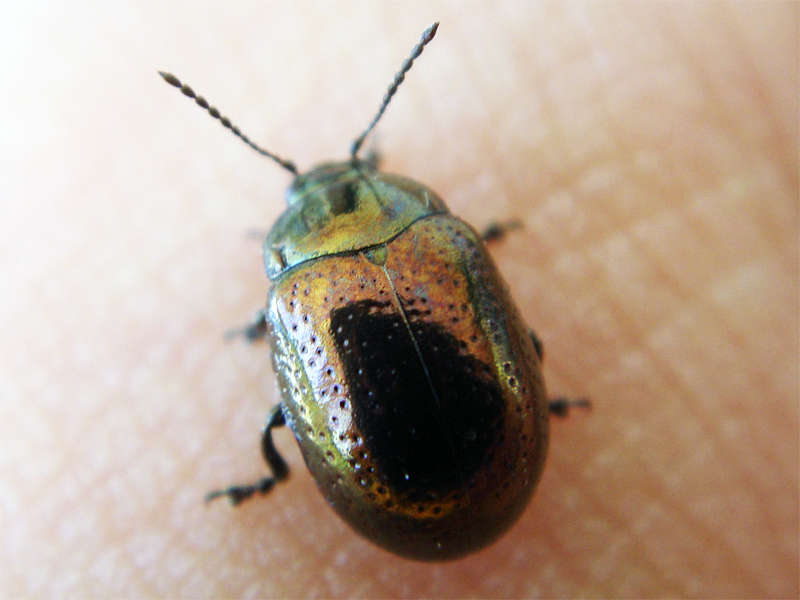
Mandelinka Chrysolina hyperici
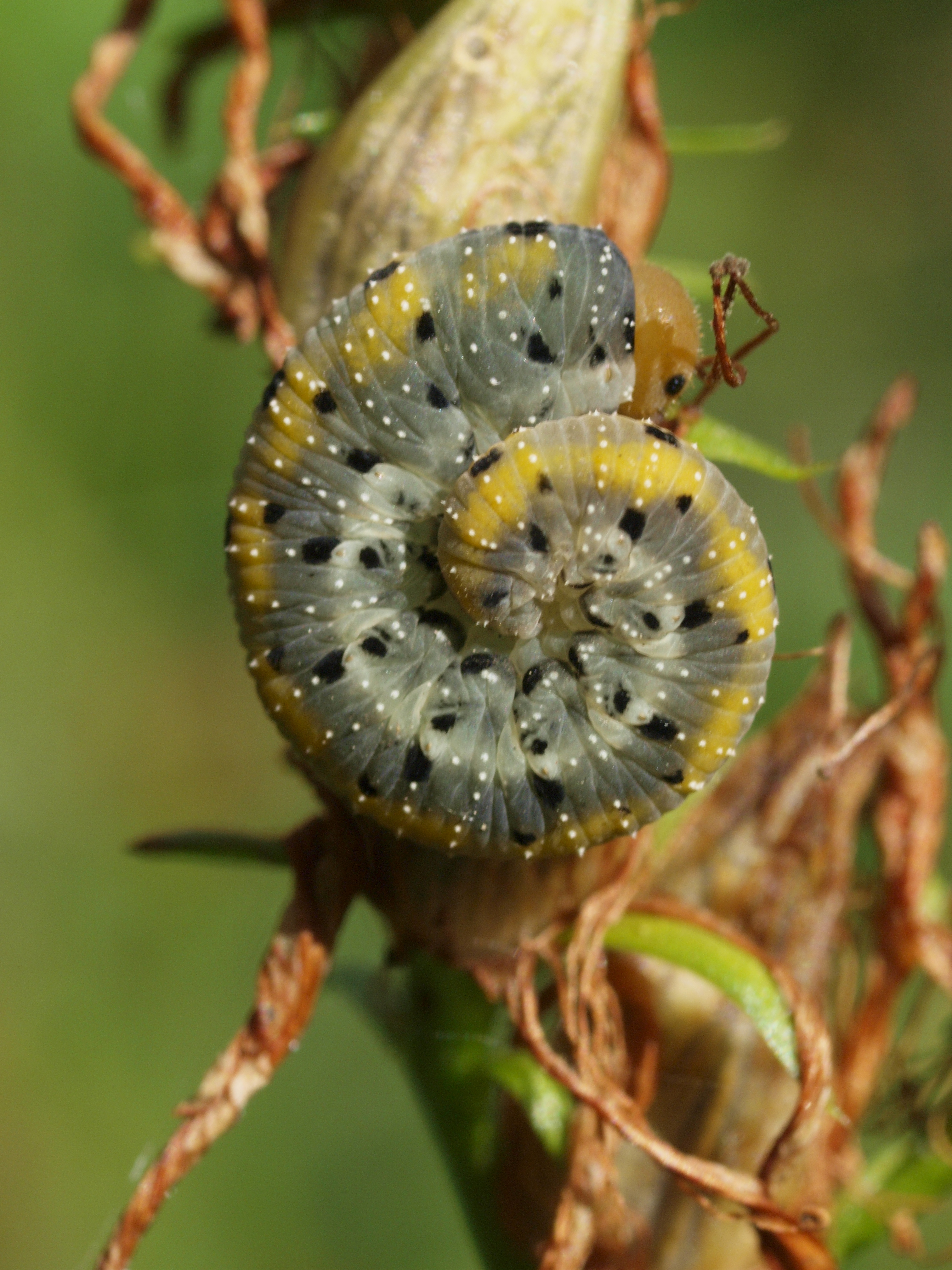
Larva pilatky Tenthredo amoena

### Rozmnožování a apomixie
Třezalka tečkovaná se převážně rozmnožuje apomikticky, je však schopna i pohlavního rozmnožování. Převažují tetraploidní rostliny (2n = 32), příležitostně byly zjištěny i diploidní a hexaploidní typy, což je vysvětlováno jako důsledek fakultativní apomixie. Druh je považován za dávného křížence dvou různých diploidních druhů třezalek. Jako jeden z rodičovských druhů byla identifikována třezalka skvrnitá (konkrétně poddruh H. maculatum subsp. immaculatum), druhým by mohl být asijský druh H. attenuatum, nesoucí znaky přítomné u třezalky tečkované a chybějící u třezalky skvrnité. Areály obou taxonů se překrývají v oblasti Altaje. Při studiu embryologie tetraploidní třezalky tečkované bylo zjištěno, že meióza probíhá pouze asi ve 3 % zárodečných vaků, zatímco ve zbývajících vacích dochází k apomixii. Zárodečná buňka při ní sice vstupuje do procesu meiózy, později však zakrňuje a funkci zygoty přebírá somatická buňka zárodečného vaku s neredukovaným počtem chromozomů, která se dále dělí mitoticky bez redukčního dělení. Při oplození tak nedochází k rekombinaci DNA, proces oplození je však přesto nutný pro pólová jádra zárodečného vaku, z nichž se formuje endosperm. Bez něj embryo postupně zakrní. U rostliny je tak i při apomiktickém způsobu rozmnožování tvorba semen podmíněna opylením. Tento proces se nazývá pseudogamie. Diploidní rostliny se rozmnožují klasickým pohlavním způsobem.
Pyl vzniká normálním meiotickým dělením a je tedy haploidní. Vlivem poruch meiózy bývá okolo 30 % (někdy až 70 %) pylových zrn sterilních.
Rostlina se množí také vegetativně úlomky kořenů a růstem z postranních kořenů. Vegetativní množení je stimulováno zejména spásáním, působením ohně nebo odlistěním rostlin. Mladé rostlinky se brzy osamostatní. Třezalka má hluboký kořenový systém a jeho pomocí přečkává případné požáry vegetace. Kromě toho žár ohně stimuluje klíčení dormantních semen v půdní semenné bance.

### Opylování a šíření semen
Květy třezalky tečkované jsou opylovány různým hmyzem sbírajícím pyl. Nektar se v nich nevytváří. Jsou též schopny samoopylení. Jedna rostlina vytvoří asi 15000 až 34000 semen. V jedné tobolce bývá 400 až 500 semen. Semena se šíří větrem, vodou, prostřednictvím zvířat nebo lidskou činností. Tobolky mají lepkavý povrch a přítomnost tohoto lepkavého exudátu na povrchu semen blokuje klíčení, dokud jej vnější vlivy neodstraní. Semena si udržují klíčivost přibližně 6 až 30 let a bývají v půdní semenné bance zastoupena v hojném počtu.

## Taxonomie
Druh Hypericum perforatum je v rámci rodu Hypericum řazen do sekce Hypericum a stejnojmenné podsekce a série. Série Hypericum obsahuje celkem 12 druhů, z třezalek rostoucích v ČR sem patří též třezalka skvrnitá, třezalka čtyřkřídlá a třezalka ozdobná.
Třezalka tečkovaná je silně variabilní taxon, přičemž různorodost morfologických znaků spočívá zejména ve velikosti a tvaru listů a okvětí a také hustotě žláznatých teček. Jednotlivé formy nejsou jednoznačně ohraničené a jsou mezi nimi plynulé přechody. Jsou rozeznávány 4 vnitrodruhové taxony:
- Hypericum perforatum var. perforatum (syn. H. perforatum subsp. vulgare)
- Hypericum perforatum var. platycalyx (syn. H. perforatum subsp. latifolium)
- Hypericum perforatum var. angustifolium (syn. H. perforatum subsp. angustifolium, H. stenophyllum)
- Hypericum perforatum var. microphyllum (syn. H. perforatum subsp. varonense, H. veronense)[7][17]

V přírodě se třezalka tečkovaná nejčastěji kříží s autotetraploidním taxonem H. maculatum subsp. obtusiusculum ze vzniku tetraploidních nebo řidčeji i hexaploidních kříženců. Tito kříženci bývají dále plodní. Jsou známi též kříženci s dalšími taxony, kteří však vesměs tvoří jen málo klíčivých semen: nominátním poddruhem H. maculatum subsp. maculatum, H. tetrapterum, H. montanum a H. pulchrum. Kříženec s H. maculatum se nazývá Hypericum × desetangsii.

## Obsahové látky
V třezalce tečkované bylo zjištěno více než 150 různých látek, z nichž řada má prokazatelný biologický účinek. Z medicínského hlediska nejvýznamnější obsahové látky náležejí mezi naftodiantrony (hypericin, pseudohypericin), floroglucinoly (hyperforin, adhyperforin) a flavonoidy. Dále jsou obsaženy xanthony, třísloviny, procyanidiny, fenolické sloučeniny, deriváty antrachinonu, esenciální oleje aj.

### Hypericiny
Účinné látky ze skupiny naftodiantronů jsou v třezalce tečkované zastoupeny hypericinem a strukturně velmi podobným pseudohypericinem. Souhrnně se obě tyto látky označují jako hypericiny. Jsou koncentrovány v tmavých žlázkách, jimž dávají černé zbarvení. V roztoku jsou červené. Tmavé žlázky jsou s různou četností rozptýleny po celé nadzemní části rostliny. Největší množství hypericinů je obsaženo v květech ve stádiu plného květu (asi 5x až 8x více než v listech), a to zejména v tyčinkách a korunních lístcích. S odkvětem pak jejich obsah klesá. Dvouletá rostlina obsahuje asi dvojnásobek množství hypericinů oproti rostlině v prvnímu roce po výsevu.
Biosyntéza hypericinu začíná v zelené rostlinné tkáni prostřednictvím polyketidové dráhy a pokračuje v tmavých žlázkách kondenzační reakcí emodinu a emodin anthronu. Výsledný emodin de-anthron je fenolickou oxidací přeměňován na protohypericin (případně protopseudohypericin), který se působením světla přeměňuje na hypericin (resp. pseudohypericin).
V surové nati kolísá obsah hypericinů v závislosti na stádiu rostliny v rozmezí od 0,03 do 0,3 %. Hypericiny jsou zodpovědné za fotosenzibilující efekt, mají antivirové účinky a přispívají též k antidepresivnímu účinku.

### Hyperforin a adhyperforin
Hyperforin je v rostlině téměř výhradně koncentrován v průsvitných žlázkách, a to zejména v generativních orgánech. Největší obsah této látky je v nedozrálých plodech, kde je obsažena v množství asi 4,4 % hmotnosti sušiny (spolu s 1,8 % adhyperforinu). Vyskytuje se také v poupatech a květech, naopak v listech a stonku téměř chybí. Je doprovázena adhyperforinem, který se liší pouze jednou ethylovou skupinou namísto methylové, základní struktura je však stejná. Látka je poměrně nestabilní a snadno oxiduje na celou řadu rozkladných produktů. Je rozpustná v organických rozpouštědlech, v lipofilních roztocích je však značně nestabilní, což souvisí s množstvím dvojitých vazeb ve struktuře a jejich snadnou oxidací mj. atomárním kyslíkem vznikajícím působením světla na hypericin. V lihovém výluhu ze sušeného materiálu je rozložena v průběhu několika dní, v případě výluhu z čerstvých rostlin je její životnost i několik měsíců, což je vysvětlováno přítomností stabilizujících složek v čerstvé rostlině.
Hyperforin byl dosud zjištěn v rámci celé rostlinné říše výlučně v třezalce tečkované. Jeho obsah ve dvouletých rostlinách je asi o pětinu vyšší než v 1. roce.
Při vyluhování hyperforinu se jako nejlepší rozpouštědlo ukázal ethanol v minimální koncentraci 70 % . Při použití 40 % ethanolu lze vylouhovat jen asi 1 % celkového množství. Vyšší teplota (60 °C) při vyluhování poněkud snižuje jeho výtěžnost. Působení světla nemá vliv na množství vylouhovaného hyperforinu, ovlivňuje však jeho stabilitu. Nejlepší výsledky z hlediska stability roztoku byly získány při vyloučení světla a přístupu kyslíku při extrakci. K sušení je doporučováno vakuové sušení. Vysušený výluh se ukázal jako stabilní forma. V čajovém nálevu ze sušené třezalkové nati nebyl žádný hyperforin detekován.
Biosyntéza hyperforinu je úzce spojena s biosyntézou monoterpenických esenciálních olejů (silic) a probíhá sloučením acylfloroglucinolu se 3 molekulami isopentenyldifosfátu a jedné molekuly geranyldifosfátu.
Hyperforin je hlavním nositelem antidepresivního účinku a je zodpovědný za interakce s ostatními léčivy. V extraktech je obsažen v množství od 0 do 6 %.

### Flavonoidy a flavonoidní glykosidy
Flavonové sloučeniny jsou přítomny buď jako volné flavonoidy či biflavonoidy nebo vázané v podobě glykosidů. Jejich celkový obsah v sušině činí asi 2 až 4 %. Jsou přítomny v květech i listech. Z volných jednoduchých flavonoidů převládá kvercetin, kempferol, myricetin, dihydrokvercetin a luteolin. Flavonoidní složka glykosidů (aglykon) je tvořena téměř výhradně kvercetinem. Mezi tyto glykosidy náleží u třezalky rutin, hyperosid, isokvercitrin, kvercitrin a jiné. Z biflavonoidů jsou přítomny zejména biapigeniny a amentoflavon. Tyto látky byly zjištěny výhradně v květech.
Bylo zjištěno, že obsah hyperosidu v prvním roce po výsevu představuje jen asi 13 % jeho obsahu ve dvouleté rostlině. Množství a poměr rutinu a kvercitrinu se mění v závislosti na nadmořské výšce. Se stoupající nadm. výškou obsah rutinu stoupá, zatímco obsah kvercetinu klesá.
Flavonoidy představují nejrozsáhlejší skupinu sekundárních metabolitů třezalky. Mají antidepresivní účinek, zejména však zlepšují farmaceutické působení jiných obsahových látek, jako jsou např. hypericiny.

### Silice
Esenciální oleje jsou koncentrovány v průsvitných žlázkách, rozptýlených po celé nadzemní části rostliny. V silici bylo zjištěno celkem 29 různých složek.

### Xanthony
Xanthony jsou látky charakteristické pro čeledi třezalkovité a hořcovité. Jsou koncentrovány zejména v kořenech. V kořeni třezalky tečkované jsou zastoupeny zejména norathyriolem, mangiferinem, isomangiferinem a kielkorinem. Norathyriol je přítomen v množství asi 0,0004 %.

### Třísloviny a procyanidiny
Třísloviny jsou v třezalce zastoupeny v množství asi od 6 do 15 %. Jsou tvořeny zejména katechinovými a epikatechinovými jednotkami. Jsou přítomny též jednodušší procyanidiny.

Hypericin
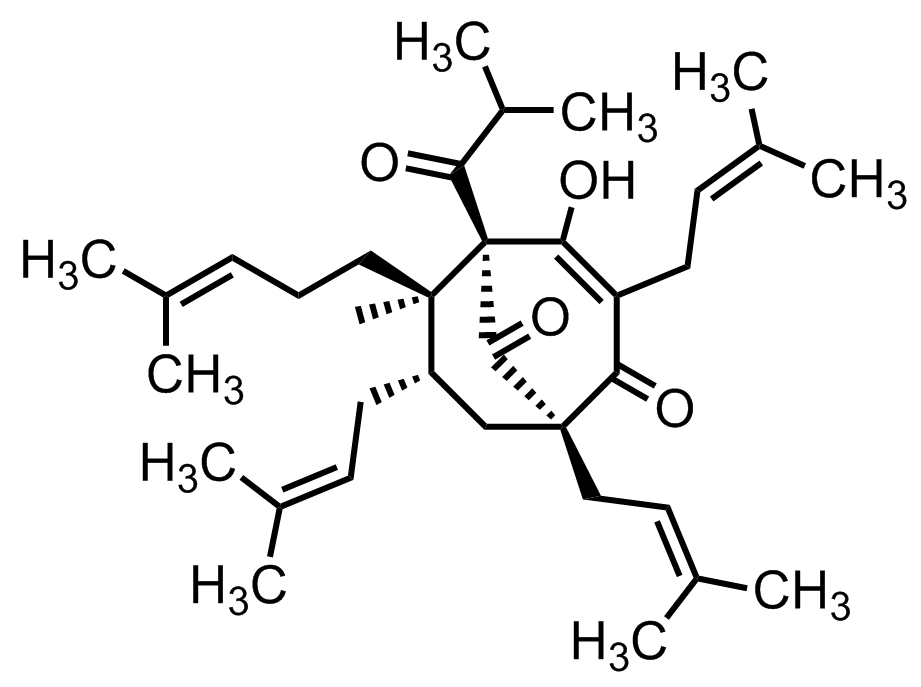
Hyperforin
Flavonoidní glukosid hyperosid
Norathyriol ze skupiny xanthonů

## Třezalka v oficiální medicíně

### Klinické studie
Hlavní medicínský význam třezalky spočívá v léčení lehkých a středně těžkých forem deprese. Tento účinek byl potvrzen množstvím kontrolovaných randomizovaných klinických studií (do roku 2009 jich bylo provedeno více než 50) a je z medicínského i farmakologického hlediska nejprozkoumanější. Dále byl také prokázán účinek při léčbě somatoformních poruch a úzkostných stavů. Z jiných oblastí využití ukazují ojedinělé studie pozitivní účinek při léčbě oparu a v kombinaci s ploštičníkem hroznatým (Cimicifuga racemosa) při klimakterických potížích. V rámci provedených klinických studií nebyl prokázán účinek na dětskou hyperaktivitu, sociální fobii, bolesti při polyneuropatii a syndrom pálících úst. Třezalková mast standardizovaná na obsah hyperforinu (1,5 %) má prokázanou účinnost při léčbě atopického ekzému.
Preklinické studie ukázaly také jejich potenciálně slibné sedativní, anxiolytické (proti úzkostným stavům), nootropické (zlepšující schopnosti mozku), antischizofrenické (léčba schizofrenie), antikonvulzivní (tlumící křeče např. při epilepsii), antidiabetické a analgetické účinky. Mají též potenciál při léčení alkoholové a nikotinové závislosti. Mohou být také účinné při léčbě celé řady psychických poruch, jako je generalizovaná úzkostná porucha, poruchy spánku, somatoformní poruchy, obsedantně kompulzivní porucha a sezonní afektivní porucha.

## Toxicita a vedlejší účinky
Toxikologické studie neprokázaly, že by třezalka tečkovaná měla v krátkém a střednědobém horizontu toxické účinky. Vedlejší účinky užívání této rostliny nebo přípravků z ní vyrobených bývají mírné a zahrnují zejména trávicí potíže a únavu. Poškození kůže vlivem fotosenzitivity se při běžných terapeutických dávkách objevuje zřídka. Výjimečně byly popsány vážnější vedlejší účinky, spočívající v kožních, alergických nebo psychiatrických reakcích.
Největším rizikem spojeným s užíváním třezalkových preparátů je jejich interakce s jinými léčivy. Z tohoto důvodu je doporučováno o užívání třezalky informovat ošetřujícího lékaře.

### Fotosenzitivita
Fotosenzitivita a následné riziko poškození kůže slunečním zářením jsou v souvislosti s třezalkou často zmiňovány. Účinnými látkami jsou hypericiny. Fotosenzitivita se jako vedlejší účinek léčby třezalkou objevuje výjimečně, projevuje se slabě a odezní v horizontu několika dní po konci léčebné kúry. Jedinci s bledou pletí bývají citlivější. K vyvolání projevů fototoxicity je zapotřebí dávky obsahující 30x až 50x více hypericinu než je v běžných terapeutických dávkách.

### Interakce s léčivy
Výzkum farmakologického působení třezalky ukázal, že floroglucinoly v ní obsažené (hyperforin, adhyperforin) ruší účinek některých léků. Mechanismus tohoto účinku spočívá v aktivaci enzymů, které léčiva v organismu odbourávají, konkrétně cytochromu P450 3A4 a P-glykoproteinu. Výsledkem pak je pokles hladiny daných medikamentů v krvi a související oslabení jejich terapeutického účinku. Mezi léky, které třezalka takto ovlivňuje mimo jiné patří antikoncepční přípravky, léky na ředění krve (warfarin), imunosupresiva (cyklosporin), antidepresiva, chemoterapeutika používaná při léčbě rakoviny (irinotekan), kardiotonika (digoxin), antiastmatika (theofylin) a léky proti AIDS (idinavir).

### Inhibice MAO
Autoři prvních odborných studií účinku třezalky na centrální nervovou soustavu došli k závěru, že hlavní mechanismus antidepresivního účinku této rostliny spočívá v inhibici monoamin-oxidázy, enzymu který se v těle podílí na odbourávání biogenních aminů. V kombinaci se stravou bohatou na tyramin, jako je červené víno nebo sýr, anebo s některými léčivy (sympatomimetika, antidepresiva) je v takovém případě riziko potenciálně škodlivých vedlejších účinků projevujících se zejména prudkým zvýšením krevního tlaku (hypertenzní krize). Tyto závěry ovšem v pozdějších studiích nebyly potvrzeny a bylo zjištěno, že účinek třezalky je komplexnější a postavený na odlišných mechanismech. Obsah flavonoidových aglykonů vyvolávajících tento účinek je v třezalce příliš nízký na to, aby se mohl při běžném dávkování tento účinek projevit. Navíc není v odborné literatuře dosud popsán ani jediný klinický případ takové interakce. Přesto s tímto potenciálním účinkem dále operuje např. i oficiální zpráva Evropské komise z roku 2002, týkající se zdravotních rizik potravních doplňků s obsahem třezalky a hypericinu.

### Užívání v těhotenství a při kojení
Účinek užívání třezalkových preparátů na vývoj plodu není dosud uspokojivě prozkoumán. Obecně se užívání těchto preparátů v době těhotenství a při kojení spíše nedoporučuje. Některé studie ukázaly nižší porodní váhu, zatímco v jiných bylo užívání třezalky v době těhotenství bez viditelného dopadu na vývoj plodu.

### Otravy u zvířat
Třezalka je ve větším množství toxická pro spásající dobytek kvůli obsahu hypericinu a následné fotosenzibilitě. Mezi charakteristické projevy patří u hospodářských zvířat zejména puchýře a otoky. Nejméně odolní jsou koně, nejvíce kozy. Obecně jsou tmavě zbarvená zvířata lépe chráněna než světlá. Úhyn zvířat je výjimečný, některé průvodní jevy (slepota, otok nebo bolesti tlamy) zabraňují zvířatům v přijímání potravy a vody, což následně může vést ke smrti dehydratací nebo hladověním. Kozy a hovězí dobytek se třezalce spíše vyhýbá a konzumuje ji zejména při nedostatku jiné pastvy.

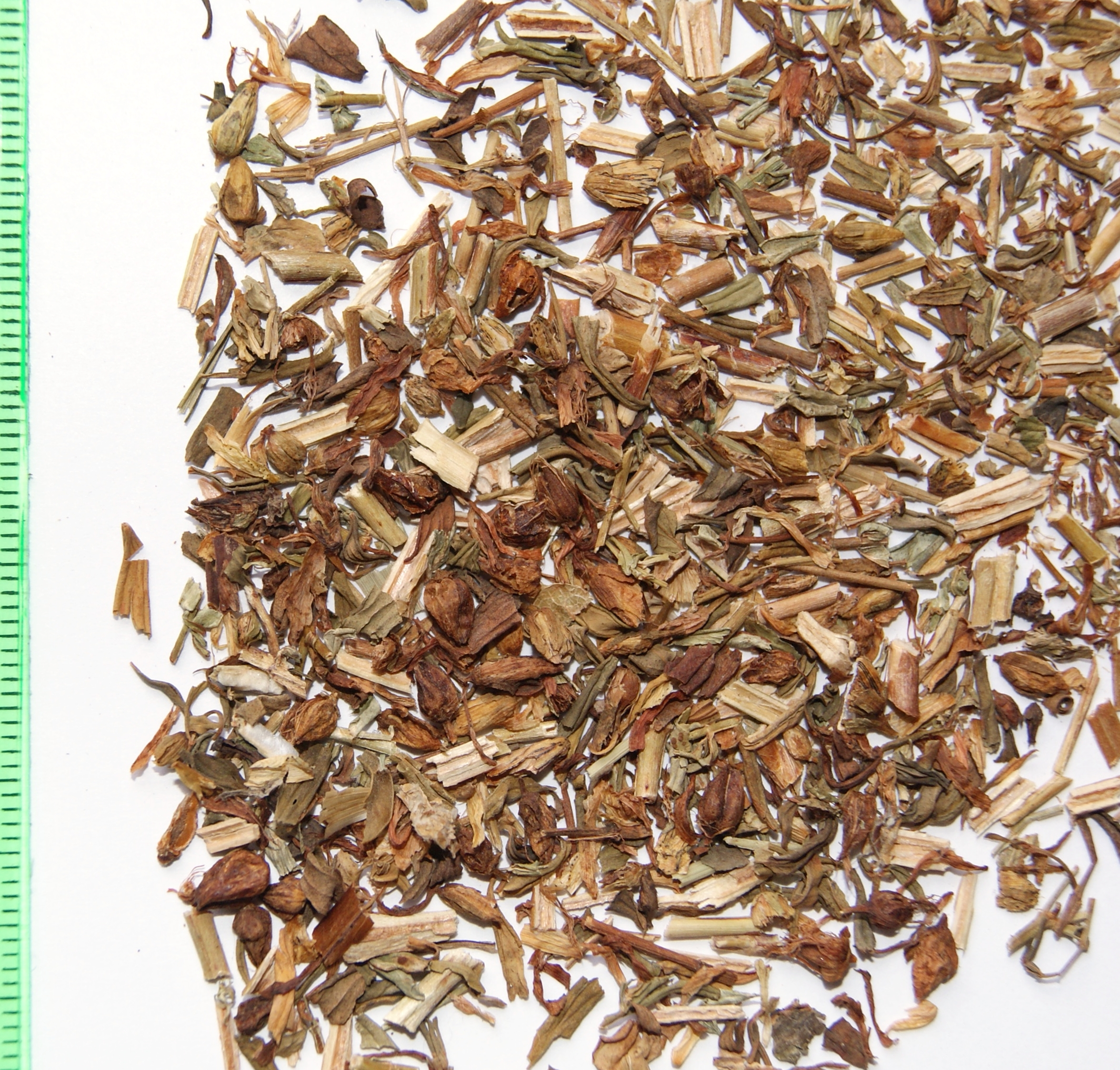
Sušená nať třezalky tečkované

## Historie využití
Třezalka byla využívána jako léčivá rostlina již za časů Starověkého Řecka a také ve středověku. Věřilo se, že je naplněna magickou silou a ochraňuje před zlem a nemocemi. Pedanius Dioscorides, řecký lékař a botanik žijící v prvním století našeho letopočtu, rozlišoval celkem 4 druhy třezalek, mezi nimi i třezalku tečkovanou pod názvem Uperikon. Doporučoval je spolu s medovou vodou na ischias a zevně na spáleniny. V Galénově systému je třezalka popisována jako bylina povahy horké a suché. Paracelsus píše že může být užita jako amulet proti zakletí a přízrakům. Bylina byla hojně využívána v předkřesťanské Anglii a z této doby se k ní dochovala řada legend. Středověký botanik John Gerard uváděl že mast z této byliny je nejdrahocennější prostředek k hojení hlubokých zranění a že lepšího přírodního balzámu pro tyto účely není. Herbalisté ze 16. a 17. století ji uvádějí pod starým latinským názvem Fuga daemonum s tím, že sloužila k odhánění démonů. Niocholas Culpeper, anglický botanik, lékař a astrolog ze 17. století, přiřadil třezalku zvířetníkovému znamení Lva a domu Slunce. Doporučoval ji jako jedinečnou bylinu k léčení ran s tím, že léčí vnitřní zranění a zhmoždění a v podobě masti rozpouští otoky, uvolňuje neprůchodnost a uzavírá okraje rány k sobě. Doporučoval ji také při bodnutí či kousnutí jakýmkoliv jedovatým zvířetem, ischiasu, epilepsii a ochrnutí. Třezalkový olej byl v minulosti používán chirurgy k čištění ran. V Evropě patřil k neoblíbenějším lidovým prostředkům na odřeniny, zranění a pohmožděniny. Brzy po jejím zavlečení do USA ji zařadili do svého výběru léčivých rostlin po bok severoamerickým druhům třezalek i domorodí indiáni, zatímco mezi bílými Američany začala být oceňována až v polovině 19. století. Koncem 19. století již zde byla používána v obdobných indikacích jako v dnešním bylinářství.

## Zpracování
Čerstvá nebo sušená kvetoucí nať třezalky tečkované se označuje jako Herba hyperici. Ta se různými způsoby zpracovává na celou řadu přípravků, přičemž způsob zpracování má zásadní vliv na obsah a skladbu účinných látek. Při léčbě depresí jsou nejvyužívanější sušené alkoholové extrakty upravené do podoby tablet nebo kapslí. Alkoholový výluh se získává ze sušené nati a v rámci poměrně komplikovaného zpracování je zahuštěn, vysušen a poté standardizován na obsah účinných látek. Rozpouštědlem je nejčastěji ethanol, řidčeji methanol. Dalšími lékovými formami získávanými ze sušené rostliny jsou tinktury (tekuté alkoholové výluhy), olejové extrakty nebo tablety lisované přímo z jemně drcené rostliny. Výrobce obvykle při výrobě smísí nať planých i pěstovaných rostlin pocházejících z různých zdrojů a různých let. Čerstvá nať je zpracovávána na homeopatické přípravky, vyluhována v oleji nebo je z ní lisována šťáva.

## Komerční přípravky
Na trhu je prodávána celá řada třezalkových preparátů: drcená nať sypaná nebo v nálevových sáčcích, prášek z byliny lisovaný do tablet, suchý extrakt v tabletách a kapslích, tinktury, šťáva lisovaná z čerstvých bylin, macerát v oleji a rovněž homeopatické přípravky.
Medicínský význam preparátů z třezalky prudce vzrostl před rokem 2000. V roce 1995 se v USA prodaly přípravky za 20 miliónů dolarů, o 2 roky později to již byl desetinásobek.
V roce 1996 němečtí lékaři předepsali celkem 131 miliónů denních dávek léčivých přípravků z třezalky a na německém trhu bylo v nabídce více než 50 různých preparátů. V roce 1999 se v Evropě prodala třezalka tečkovaná za 6 miliard dolarů (200 miliard Kč podle tehdejšího kurzu dolaru). V letech 2007 až 2008 bylo v Evropě prodáno téměř 10 miliónů balení třezalkových přípravků za rok. Největšími trhy jsou Německo, Ruská federace a Polsko. Prodej v těchto 3 zemích představuje téměř 80 % prodeje v celé Evropě. Prodej preparátů v Německu čtyřnásobně převyšuje prodej antidepresiva fluoxetinu, známého jako Prozac.

## Třezalkový olej

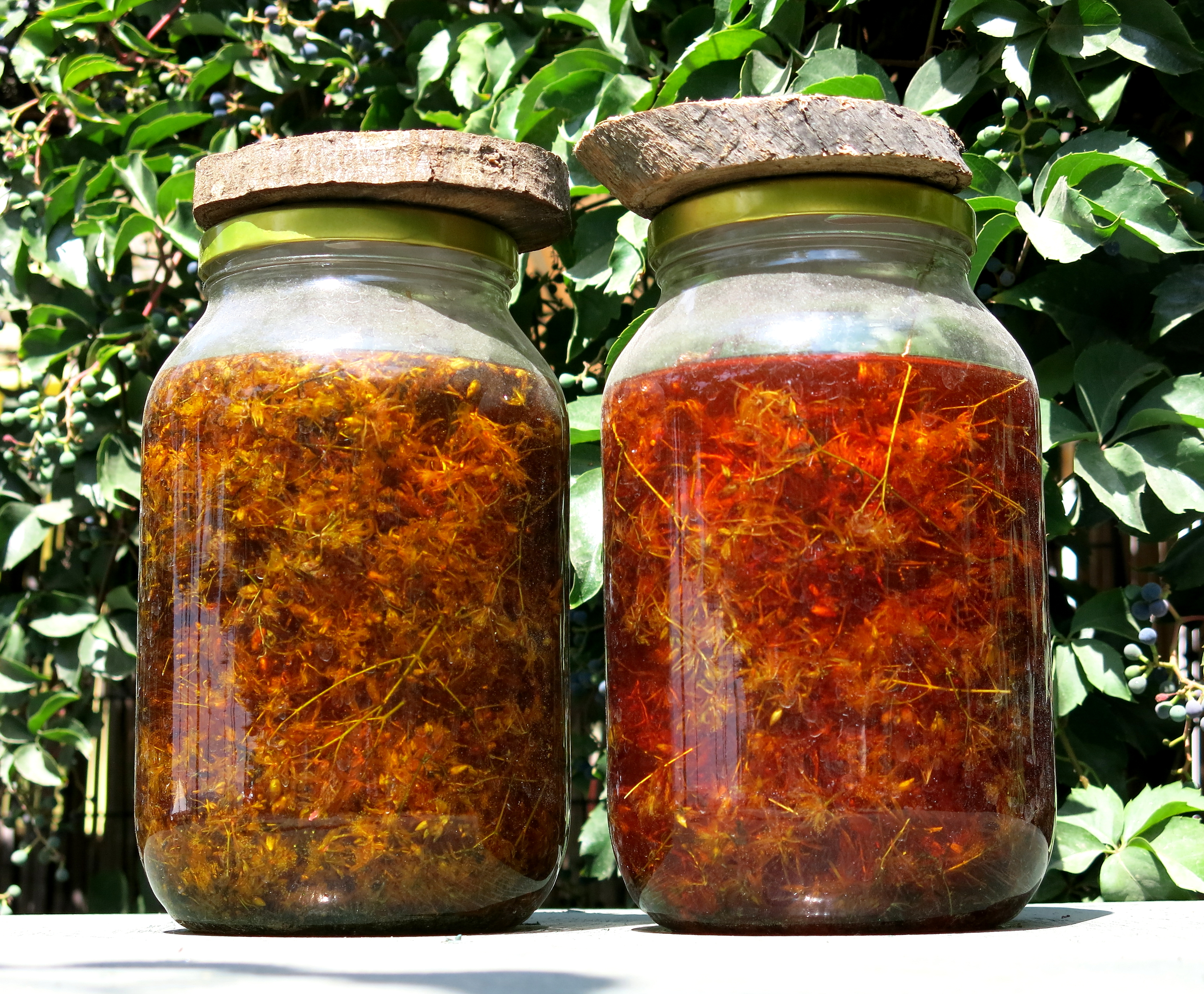
Příprava třezalkového oleje

Třezalkový olej (Oleum Hyperici) je tradiční medicínská podoba třezalky. Je používán k domácímu léčení spálenin, drobných zranění a různých kožních neduhů, vnitřně pak při potížích s trávením (dyspepsie). Při přípravě v domácích podmínkách se čerstvé třezalkové květy napěchují do zavařovací sklenice a zalijí olejem. Většinou se doporučuje olej olivový, občas je používán i lněný nebo kvalitní slunečnicový. Sklenice se uzavře a postaví na několik týdnů na slunce. Po vylouhování se olej zcedí. Uchovává se v uzavřené tmavé nádobě. Trvanlivost je minimálně jeden rok.
Ve veterinární péči se používá buď v tekuté podobě nebo ve formě masti. Aplikuje se zevně při zánětech vemene, na záněty, ekzémy, dermatózy ap.
Působením slunečního světla při maceraci dochází k rozkladu hypericinu na rozkladné produkty, které dávají výslednému produktu červené zbarvení a jsou na rozdíl od hypericinu rozpustné v oleji. Čerstvý olej obsahuje účinnou látku hyperforin, její obsah však při uskladnění vlivem oxidace rychle klesá.

## Pěstování
V minulosti byla většina třezalky sbírána v přírodě, v souvislosti s rostoucím významem v psychoterapii je stále více pěstována. K získání co do obsahových látek stejnoměrné produkce byly vyšlechtěny kultivary. Je jako zemědělská plodina poměrně nová, přesto je již registrováno několik kultivarů zejména v Německu. Šlechtění dále probíhá. Mezi žádané vlastnosti náleží zejména vysoký a vyrovnaný obsah účinných látek, životaschopnost a odolnost vůči antraknóze. Jednou z nejpěstovanějších forem je polský kultivar 'Topas', registrovaný v roce 1982.
V roce 1995 se na třezalkových plantážích ve Švýcarsku objevila antraknóza, houbové onemocnění způsobující odumírání rostlin, které v podstatě kultury zničilo. Původce byl identifikován jako Colletotrichum gloeosporioides. Později byly vyšlechtěny kultivary proti tomuto onemocnění odolnější.
Hlavními producenty jsou Německo, Polsko a Mallorka. V roce 2003 bylo v Německu oseto třezalkou více než 600 hektarů.